# Pierre van Maldere
Pieter (Pierre) van Maldere (Bruselas, 16 de octubre de 1729 — Bruselas, 1 de noviembre de 1768), fue un violinista y compositor belga.
Probablemente, fue alumno de Jean-Joseph Fiocco, por entonces director de la capilla real belga. Ingresado en la corte del príncipe Carlos-Alejandro de Lorena en 1749, Van Maldere pasó los años de 1751 a 1753 en Dublín en calidad de director de los «Philarmonick Concerts», para posteriormente tocar en el Concert Spirituel de París de agosto de 1754. 
Posteriormente, acompañó al príncipe en sus numerosos viajes a Viena, donde hizo representar sus dos primeras óperas cómicas: Le Déguisement pastoral (1756) y Les Amours champêtres (1758).
De vuelta a Bruselas, compone algunas óperas y más de cuarenta sinfonías, oberturas y sonatas. En 1758, es promovido al cargo de «valet de chambre» del príncipe, para convertirse posteriormente en codirector del Théâtre de la Monnaie de 1763 a 1767.

## Obras principales
- 1756: Le Déguisement pastoral.
- 1758: Les Amours champêtres.
- 1763: La Bagarre.
- 1766: Le Médecin de l'amour.
- 1766: Le Soldat par amour.